# 안토니오 로페스 아바스
안토니오 로페스 아바스(스페인어: Antonio López Habas, 1957년 5월 28일, 안달루시아 주 포소블랑코 ~)는 스페인의 프로 축구 감독이자, 전 선수로, 현역 시절 수비수로 활약했다.

## 선수 경력
코르도바 도 포소블랑코 출신인 로페스는 현역 시절 그리 성공치 못한 선수였는데, 4년 동안 48번의 라 리가에 출전하는데 그쳤고, 이 중 8경기를 세비야 소속으로 출전했는데, 그는 1977년에 인근 아마추어 구단 포소블랑코에서 이적해 처음에는 2군에서 활동했다.
그는 무르시아, 부르고스, 그리고 아틀레티코 마드리드(이 구단 소속으로 출전 기록은 없었다)에 몸을 담았고, 불과 29세의 나이에 무릎 부상으로 현역 생활에 마침표를 찍었다. 1981-82 시즌, 그는 부르고스 소속으로 32경기에서 13골을 기록하는 인상적인 활약을 펼쳤으나, 소속 구단은 재정난으로 세군다 디비시온에서 강등당했다.

## 감독 경력
로페스는 1990년대 초부터 감독일에 뛰어들었는데, 아틀레티코 마드리드 2군이 처음으로 지휘한 선수단이었다. 마드리드 지역의 아마추어 축구단 둘을 1년씩 이끌고, 그는 볼리비아 국가대표팀을 지도했는데, 처음에는 샤비에르 아스카르고르타의 수석 코치로 보좌했고, 이후 정감독이 되어 두 차례 코파 아메리카에 참가했다. 그는 이후 볼리바르 지휘봉을 잡아 리그 무대로 복귀했고, 이후 모국 2부 리그의 례이다를 맡았는데, 카탈루냐 연고 구단을 이끄는 와중에 잠깐 남미 무대로 돌아가 1997년에 또 볼리비아 감독을 맡았고, 스페인 2부 리그 스포르팅 히혼 감독이 되었지만, 얼마 지나지 않아 해임되었다.
볼리바르를 맡고 나서 3년을 야인으로 보낸 로페스는 발렌시아에서 라파엘 베니테스를 보좌했다. 그러나, 전 시즌 리그 우승을 거둔 동지는 이탈리아인 클라우디오 라니에리 감독의 경질하여 그를 1군의 감독으로 임명해 14경기를 맡게 했고, 결국 리그를 7위로 마감했다. 그는 또한 메스타야에서 머물면서 유소년부 기획자로 근무했었다.
2005년 11월, 로페스는 그 다음 시즌에 테네리페의 시즌 2번째 감독이 되었지만, 단 2부 리그 6경기 만에 경질되었다. 2년 후, 그는 같은 리그의 셀타 비고에서 수석 코치로 흐리스토 스토이치코프를 보좌했다. 갈리시아 연고 구단이 시즌 내내 막판까지 강등권에서 허덕이자, 그는 막판 3달 동안 대행 감독을 맡았고, 결국 2부 리그 잔류에 성공했다. 그는 셀타 비고에서 후안 라몬 로페스 카로가 경질된 이래 거의 1년 가까운 세월 동안 부임한 3번째 감독이었다.
2010-11 시즌, 남아프리카 프리미어 디비전의 마멜로디 선다운스에서 스토이치코프를 보좌하던 로페스는 구단의 정감독으로 취임했다. 그의 지도 하에 구단은 역대급 시작을 끊어 1라운드에 선두로 치고 나갔고, 리그 1경기를 남겨놓을 때까지 우승 경쟁을 벌였다. 그는 2월에 사적 이유로 지휘봉을 내려놓았고, 이후 스페인으로 돌아갔다.
2012년 1월, 로페스는 태국 방콕의 타깃 축구 학교 단장을 역임했다. 같은 해 7월 13일, 그는 남아프리카 공화국의 비드웨스트 위츠와 2년 계약을 맺고 감독으로 취임했으나, 이듬해 1월 4일에 구단을 떠났다.
2014년 8월, 아틀레티코 마드리드 유소년부를 잠깐 맡은 후, 로페스는 인도 슈퍼리그의 ATK 감독이 되었다. 10월 25일, 그는 고아의 로베르 피레 감독에 침을 뱉어 ₹5,00,000의 벌금을 내야 했으며 4경기 징계를 받았는데, 이후 항소로 징계가 2경기로 완화되었다.
그의 전술이 시즌 중 선수단에 녹아들면서, 로페스의 ATK는 준결선에서 고아를 상대해, 같은 상대를 승부차기 끝에 물려세웠다. 이어 결선에서 케랄라 블래스터스와의 경기에서는 루이스 가르시아나 같은 스페인 출신 조프레 마테우를 선발에서 배제했는데, 이는 평론가의 호평을 받았고, ATK는 연장전에 터진 모하메드 라피크의 결승골로 우승을 거두었다.
2016년 4월 25일, 로페스는 또다른 인도 구단 푸네 시티 감독으로 취임했다. 2017년 9월 16일, 구단 이사진과의 충돌로, 그는 사표를 제출했다.
2019년 5월, 로페스는 ATK에 복귀했다. 2020년 3월 14일, 무관중으로 결선에서, 그는 첸나이를 꺾고 같은 구단에서 2번 우승을 거둔 리그 최초의 감독이 되었다.
2020년 3월 15일, 로페스는 신생 모훈 바간 감독이 되었다. 1년차에 그의 선수단은 1차 리그에서 뭄바이 시티와 같은 성적을 냈지만, 상대 전적에서 밀려 2위를 차지했고, 결선에서 1-2로 패했다. 2021년 4월 3일, 그는 1년 연장 계약을 체결했다.
2021년 12월 18일, 로페스는 부진의 수렁에 빠지며 경질되었다.

## 감독 통계
2021년 12월 16일 기준
| 구단                  | 취임             | 해임             | 기록 | 기록 | 기록 | 기록 | 기록 | 기록 | 기록 | 기록  | 주            |
| 구단                  | 취임             | 해임             | 전   | 승   | 무   | 패   | 득   | 실   | 차   | 율 %  | 주            |
| --------------------- | ---------------- | ---------------- | ---- | ---- | ---- | ---- | ---- | ---- | ---- | ----- | ------------- |
| 아틀레티코 마드릴레뇨 | 1990년           | 1991년           | 9    | 2    | 3    | 4    | 13   | 16   | −3   | 22.22 | [ 37 ]        |
| 라스 로사스           | 1991년           | 1992년           | —    | —    | —    | —    | —    | —    | —    | —     | —             |
| 아랑후에스            | 1992년           | 1993년           | 23   | 7    | 5    | 11   | 27   | 23   | +4   | 30.43 | [ 38 ]        |
| 볼리바르              | 1994년           | 1995년           | —    | —    | —    | —    | —    | —    | —    | —     | —             |
| 볼리비아              | 1995년           | 1995년           | 9    | 2    | 4    | 3    | 10   | 12   | −2   | 22.22 | [ 39 ]        |
| 례이다                | 1995년           | 1996년           | 22   | 7    | 6    | 9    | 25   | 28   | −3   | 31.82 | [ 40 ]        |
| 볼리비아              | 1996년           | 1997년           | 21   | 11   | 3    | 7    | 33   | 26   | +7   | 52.38 | [ 41 ] [ 42 ] |
| 스포르팅 히혼         | 1998년           | 1998년           | 9    | 1    | 3    | 5    | 6    | 12   | −6   | 11.11 | [ 43 ]        |
| 볼리바르              | 2000년           | 2001년           | —    | —    | —    | —    | —    | —    | —    | —     | —             |
| 발렌시아              | 2005년 2월 25일  | 2005년 6월 30일  | 14   | 4    | 8    | 2    | 18   | 14   | +4   | 28.57 | [ 44 ]        |
| 테네리페              | 2005년 11월 14일 | 2005년 12월 21일 | 6    | 0    | 3    | 3    | 4    | 8    | −4   | 0.00  | [ 45 ]        |
| 셀타 비고             | 2008년           | 2008년           | 9    | 2    | 2    | 5    | 9    | 10   | −1   | 22.22 | [ 46 ]        |
| 마멜로디 선다운스     | 2010년 6월 4일   | 2011년 2월 5일   | 18   | 11   | 2    | 5    | 28   | 12   | +16  | 61.11 | [ 47 ]        |
| 비드베스트 위츠       | 2012년 7월 12일  | 2013년 1월 4일   | 16   | 4    | 7    | 5    | 14   | 17   | −3   | 25.00 | [ 48 ]        |
| 아틀레티코 콜카타     | 2014년 7월 8일   | 2015년 12월 20일 | 33   | 13   | 11   | 9    | 45   | 34   | +11  | 39.39 | [ 49 ] [ 50 ] |
| 푸네 시티             | 2016년 4월 25일  | 2017년 9월 15일  | 14   | 4    | 4    | 6    | 13   | 16   | −3   | 28.57 | [ 51 ]        |
| ATK                   | 2019년 5월 3일   | 2020년 5월 31일  | 21   | 12   | 4    | 5    | 39   | 19   | +20  | 57.14 | [ 52 ]        |
| 모훈 바간             | 2020년 7월 10일  | 2021년 12월 18일 | 33   | 17   | 8    | 8    | 51   | 37   | +14  | 51.52 | [ 53 ] [ 54 ] |
| 합계                  | 합계             | 합계             | 257  | 97   | 73   | 87   | 335  | 284  | +51  | 37.74 |               |

## 수상

### 선수
무르시아
- 세군다 디비시온: 1982–83[1]

### 감독
볼리비아
- 코파 아메리카 준우승: 1997[55]

ATK
- 인도 슈퍼리그: 2014, 2019–20[32]